# 协议数据单元
在电信领域，协议数据单元（英語：Protocol Data Unit，縮寫為）有以下几层意义：
1. 網路的對等實體傳送的訊息单元，包括了控制訊息，地址訊息，或者数据。
2. 在分层协议系统里，在指定的协议层上传送的数据单元，包含了该层的协议控制訊息和用户訊息。

在OSI模型系统里，PDU和最底下四层相关。
1. 物理层（一层）PDU指数据位（Bit）。
2. 数据链路层（二层）PDU指数据帧（Frame）。
3. 网络层（三层）PDU指数据包[註 1]（Packet）或数据报（Datagram）[1]。
4. 传输层（四层）PDU指数据段（Segment）。

第五層或以上為数据（data）。在特定的上下文情况下，一个特定层的PDU有时可以代表这个层。

## 备注
1. ↑  又称作“分组”。见 谢希仁. . 电子工业出版社. 2021: 116.